# Madelyn Byrne
Madelyn Byrne (* 1963 in New York City) ist eine US-amerikanische Komponistin und Musikpädagogin.
Madelyn Byrne studierte Komposition bei Charles Dodge, John Corigliano und David Olan. Sie war Gastkomponistin beim Computer Music Centre der Columbia University und unterrichtet seit 2000 am Palomar College. Ihre Kompositionen wurden bei zahlreichen Festivals für Neue Musik aufgeführt, u. a. bei der The International Computer Music Conference, dem Aries New Music Festival, der Australasian Computer Music Conference, der College Music Society Conference, bei Electronic Music Midwest, Imagine II, Merging Voices und dem Festival für Neue Musik der Western Illinois University.
Mit Rain Has Fallen and Winds of May für gemischten Chor und Klavier gewann sie den Ersten Preis bei der Morningside College Choral Competition. In A Winter Landscape (für Bassflöte und Computer) wurde von Peter Sheridan beim Label MOVE Records aufgenommen. Arrival, eine Computermusik mit Videokunst von Lily Glass, erschien als DVD bei Everglade Records und Peter Gach nahm bei Innova Records ihr Northern Flight für Klavier und Computer auf.

## Weblink
- Homepage von Madelyne Byrne